# Ruggerone Foot Ball Club
Il Ruggerone Foot Ball Club, anche conosciuto come 'Ruggeroni' è stata una squadra italo - brasiliana di calcio della città di San Paolo. Formato principalmente da immigrati italiani e discendenti di italiani, i suoi colori erano rosso e giallo a strisce verticali, con pantaloncini bianchi e calzettoni rossi. La società si sciolse nel 1921 e partecipò una sola volta alla Prima Divisione (attuale serie A-1) del campionato di calcio Paulista, nel 1916. 

## Fondazione
La colonia italiana (la più importante di San Paolo) abitava principalmente i quartieri popolari delle regioni centrali, centro-occidentali e orientali della capitale. Nella comunità erano già molto popolari il calcio, ma anche le "corride aeree".
La società prese il nome dal ciclista e aviatore italiano Germano "Eros" Ruggerone, grazie alla combinazione di queste popolarità. Il 24 dicembre 1910, il primo aeroclub di San Paolo, fondato nel distretto di Mooca, organizzò una competizione tra due aviatori italiani venuti a tentare la fortuna in Brasile: Germano Eros Ruggerone, di Trecate, e Giulio Piccolo (talora riportato come "Picollo"), di Genova. 
Ruggerone vinse la competizione e diventò una celebrità nella città di San Paolo, in particolare tra italiani e italo-brasiliani, orgogliosi del Paesano. Gli italiani-paulistani lo vedevano come un uomo vincente ed ispiratore, oltre che di grande coraggio. Piccolo fu invece vittima di un incidente mortale. 
L'eccitazione per l'impresa dell'aviatore fu così grande che alcuni italiani decisero di creare una squadra di calcio in suo onore, il Ruggerone Foot-Ball Club. La nuova squadra ebbe l'intenzione di unire gli italiani di San Paolo come aveva fatto l'aviatore, ma si scontrò con la frammentazione della numerosa colonia e con il fatto che molti avevano già fondato i loro club locali, come il Minas Gerais FC (da Brás), União Lapa FC (da Lapa ) e Corinthians (da Bom Retiro ), che nonostante non abbiano mai avuto la pretesa di rappresentare gli italiani di San Paolo, hanno sempre richiamato un gran numero di italiani e italo-brasiliani tra i propri spettatori. 
Pertanto, il club trascorse i suoi primi anni giocando solo amichevoli, senza partecipare a nessuna competizione ufficiale. La cosa curiosa è che una delle rivalità sorte all'epoca fu proprio con il Corinthians.
Tre anni dopo, l'APEA (Associazione degli sport atletici di San Paolo), un'organizzazione in competizione con la Paulista Foot-Ball League formata da club d'élite e che voleva mantenere le radici nel dilettantismo, invitò la Palestra Italia, appena fondata, a competere nel suo campionato. 
In risposta, la Liga Paulista de Foot-Ball cercò una squadra di rimpiazzo che rappresentasse la colonia italiana per competere nel suo campionato del 1916. Al posto di una, finì per invitarne due: Ruggerone e Ítalo Foot Ball Club. 

## Dal dilettantismo al professionismo
Il primo anno nei campionati ufficiali fu difficile per il Ruggerone, che fece fatica a sopportare il ritmo di un campionato professionista, poiché era necessario conciliare il lavoro con l'allenamento e le partite. Dopo le vittorie sulla Germania (della colonia tedesca) e sul Campos Elíseos (tra maggio e luglio 1916) la lega iniziò a fissare partite quasi ogni due settimane per il club, che non riuscì a presentarsi nella maggior parte di esse, perdendo quattro partite a tavolino, tra cui una contro il Corinthians. 
A causa di questo ritmo frenetico, diversi club abbandonarono il torneo: Corinthians e Ruggerone furono gli unici a partecipare fino alla fine. Il Corinthians si laureò campione con sette vittorie, mentre il Ruggerone chiuse ultimo con due vittorie, un pareggio e quattro sconfitte. I ritiri di massa nel campionato del 1916 indebolirono la LPF, che alla fine perse la lotta con l'APEA, con la quale si fuse nel 1917. 
Il Ruggerone finì per essere iscritto alla terza divisione del 1917, insieme ad altri club che rappresentavano colonie di immigrati, come: Italia, Luzitano (poi Portuguesa) e Giappone. Oltre a loro, parteciparono al torneo: Brasil, Fluminense ed Antartide, squadra di lavoratori della Companhia Antartide Paulista. 

## Scioglimento
Per coloro che avevano l'ambizione di essere il grande rappresentante degli italiani a San Paolo, lo scenario divenne scoraggiante. Mentre il Ruggerone sopravviveva con difficoltà, la Palestra Italia, in lizza nella massima divisione, calamitò molti immigrati italiani. Nel 1917 avvennero i primi trasferimenti ufficiali di giocatori dal Ruggerone alla Palestra Italia. 
- Antônio Picagli aiutò i palestrini a finire in seconda posizione nel Campionato Paulista del 1917[1].
- Caetano Izzo aiutò i palestrini a battere il Corinthians nel primo Derby Paulista della storia e anche a vincere il Campionato Paulista 1920[4].
- Giovanni Del Ministro che contribuì anch'esso alla vittoria del Paulista 1920[5].

Lontano dal sogno di vincere il campionato Paulista, il Ruggerone tornò a giocare esclusivamente amichevoli. 
Un impulso arrivò nel 1919 e nel 1920, quando il club fu iscritto alla seconda divisione. Tuttavia, i risultati non furono buoni in nessuno dei tornei, che finirono per seppellire l'ambizione di affermarsi come legittimo rappresentante dell'Italia nel calcio di San Paolo. 
L'ultima partita del Ruggerone risale al 14 novembre 1920, contro il Rio Claro.